# Vollfederung (Traktor)

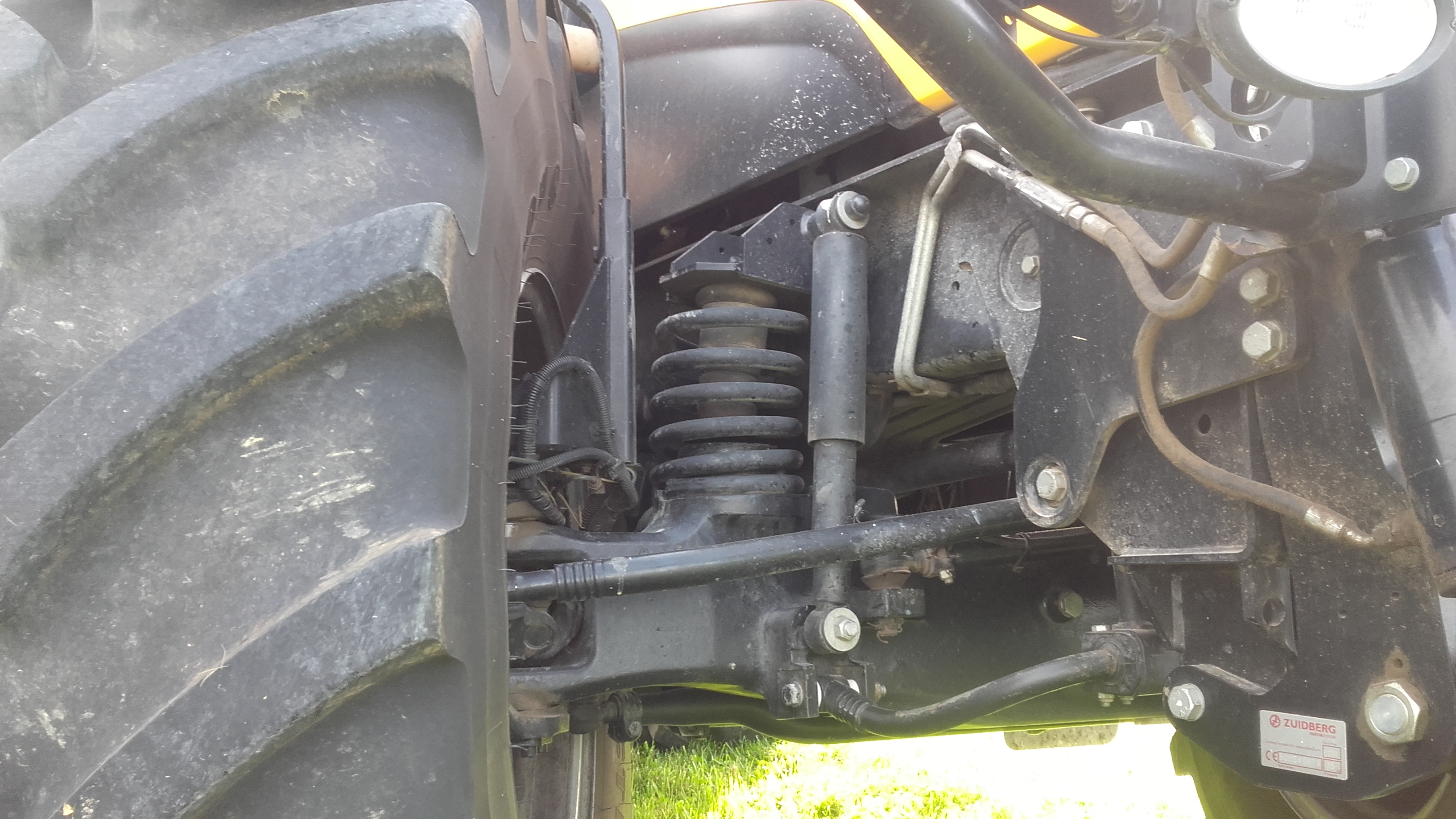
Vollgefederte Vorderachse eines JCB 3310

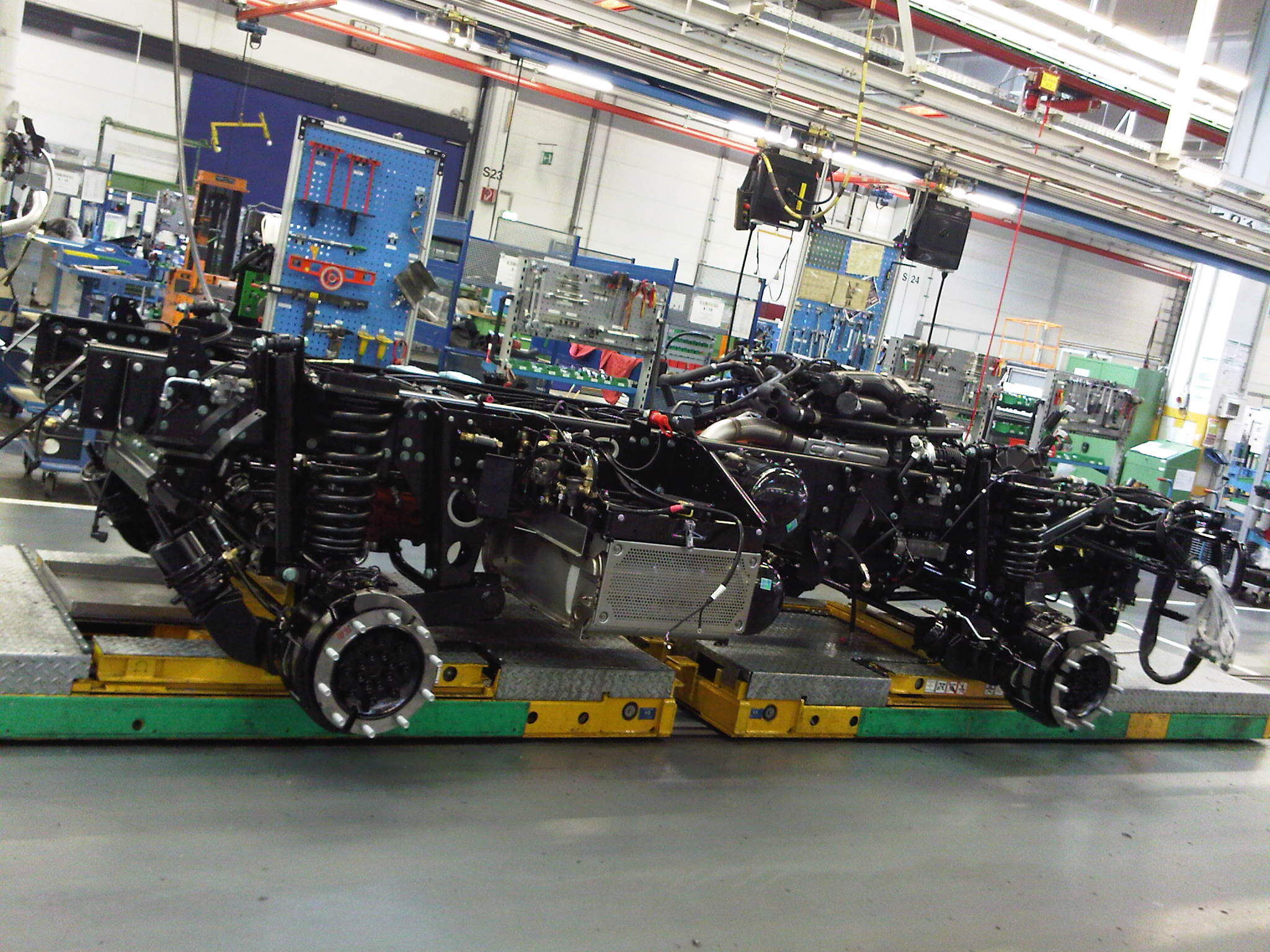
Vollgefedertes Unimog-Fahrwerk

Traktoren mit Vollfederung besitzen sowohl an der Vorder- als auch an der Hinterachse eine Federung. Im Vergleich zu Traktoren mit Sitz-, Kabinen- und Vorderachsfederung bieten Traktoren mit vollgefedertem Fahrwerk verschiedene Vorteile. Zum einen verbessern sich Fahrkomfort und Gesundheitsschutz, da die für den Fahrer spürbaren Schwingungen auf ein Minimum reduziert werden. Zum anderen wird der Fahrzeugaufbau durch die Schwingungsentkopplung geschont. Darüber hinaus besitzen vollgefederte Traktoren eine bessere Fahrsicherheit, da die Räder in kritischen Fahrsituationen nicht den Bodenkontakt verlieren und bei schneller Fahrt kein Aufschaukeln auftritt. Nachteilig sind neben dem etwas höheren Gewicht und Wartungsaufwand vor allem die höheren Anschaffungskosten.
Bereits in der Anfangszeit des Traktorenbaus entwickelten die Konstrukteure Federungssysteme für beide Achsen. So stattete zum Beispiel Deutz das zwischen 1919 und 1925 gebaute Modell „Trekker“ mit einer gefederten Vorder- und Hinterachse aus. Vollgefederte Traktoren konnten sich jedoch in der Folgezeit, vor allem aus Kostengründen, nicht durchsetzen. Stattdessen konzentrierten sich die Hersteller auf die Entwicklung von Federungssystemen für die Vorderachse, die Kabine und den Sitz. Traktoren mit vollgefederter Vorder- und Hinterachse blieben trotz einiger Vorteile die Ausnahme. So gibt es bisher nur wenige landwirtschaftliche Fahrzeuge auf dem Markt, wie etwa der JCB Fastrac, der Unimog oder selbstfahrende Feldspritzen, die mit einer Vollfederung ausgestattet sind.